# 呈坎村
29°55′17″N 118°16′53″E / 29.92139°N 118.28139°E

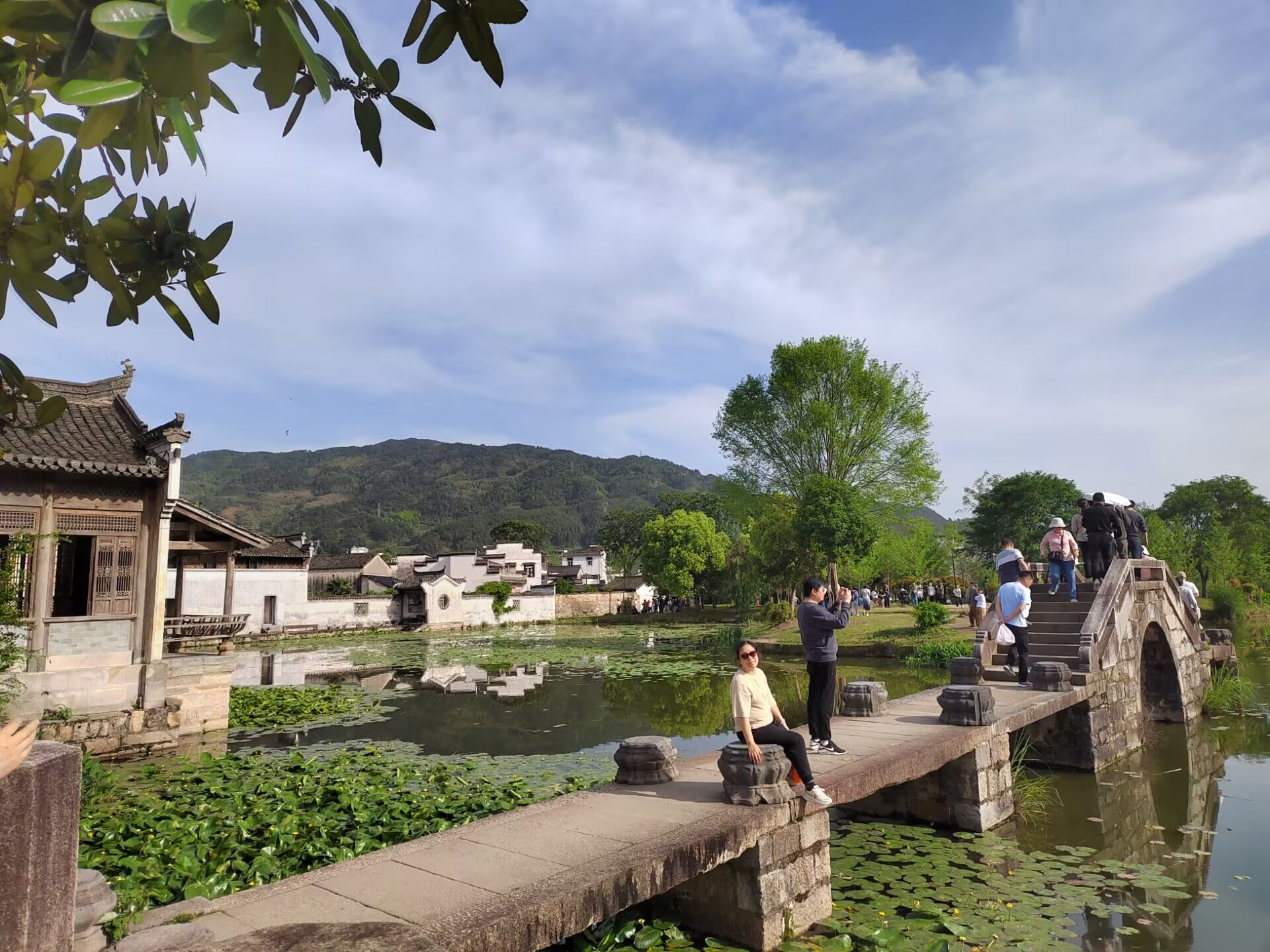
隆兴桥

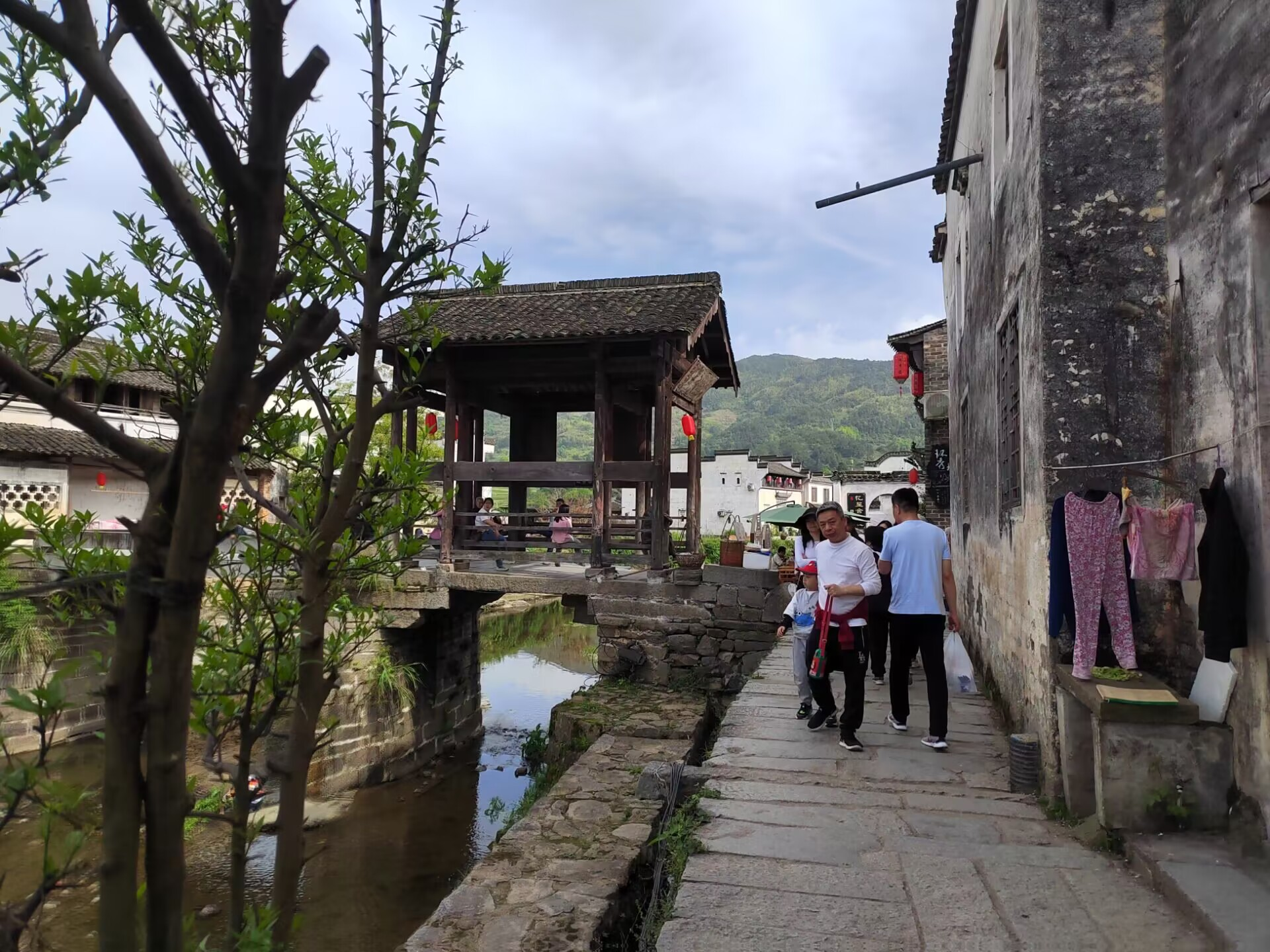
潨川河与环秀桥

呈坎村是中国安徽省黄山市徽州区呈坎镇的一个村，呈坎镇政府驻地，原属歙县，已被列为第四批中国历史文化名村。面积8.24平方公里，常住人口3460人。
呈坎村的盆地海拔180-190米，周围8座山峰环绕，海拔300米。潨川河自北向南流过村落东侧，全长19公里，汇入丰乐河，再汇入练江以及新安江。东西两侧有东边坑、西边坑等若干小溪汇入。村内还有2007年人工开挖的永兴湖。
呈坎村是徽州传统村落的典型代表，按照风水理念进行选址和空间布局，充分体现宗族社会、程朱理学和徽商文化的强烈影响。

## 历史
呈坎罗氏自唐末由江西南昌柏林迁至呈坎建村，一世祖罗文昌和罗秋隐二人是堂兄弟，分别居于前村和后村，形成前罗、后罗二宗。
呈坎罗氏自宋代进入仕途，罗汝楫官至吏部尚书、龙图阁学士，累赠少师。

## 建筑
呈坎村内有大量的保存较好的明清古建筑，其中罗东舒祠于1996年被列为第四批全国重点文物保护单位，2001年，宋代长春大社、元代罗会泰宅、环秀桥，明代隆兴桥，以及大量明代民居，包括文献祠、钟英楼（更楼）、下屋、罗纯夫宅、燕翼堂、罗润坤宅、石柱厅、首善儒宗宅门楼、罗永祈宅、罗永宁宅、，共计20处古建筑，以呈坎村古建筑群的名义，列为第五批全国重点文物保护单位。2013年3月，呈坎村又有28处古建筑作为呈坎村古建筑群的扩展项目，被国务院公布为第七批全国重点文物保护单位。

### 祠堂
祠堂是徽州宗族村落社会的核心，包括宗祠、支祠、房祠，祠堂建筑的规模体现宗族的盛衰。呈坎村仅罗族祠堂就曾多达二十余座。
呈坎罗氏有前罗、后罗二宗，分别建起前后罗族两座宗祠，分别祭祀两位始祖罗文昌和罗秋隐。呈坎前后罗族两座宗祠同始建于明代弘治十一年戊午（1498年）。

## 祭祖
呈坎前后罗族祠堂的祠祭分为冬祭何春、秋二祭。呈坎前后两座宗祠（罗氏世祠和文献祠）在冬至举行冬祭，前罗的支祠如东舒公祠、一善祠实行春、秋二祭（农历二月十六日和七月十六日）。上述四座祠堂的祭祀最为隆重，‘少牢’规格，俗称“猪羊祭”。新年初一日到宗祠“庆新岁”谒祖、团拜，并领面食“元宝”。
在元宵节，呈坎村举行“挤馒头”仪式，前罗、后罗氏宗族分别在罗氏世祠和文献祠，从长春大社、永兴社抬来神像，将祠堂大门留下仅容一人通过的缝隙，族内男女老幼挤进祠堂者，即得到寿桃一对。。
- 罗东舒祠寝殿、宝纶阁
- 长春大社